# Paul Langevin
Paul Langevin (ur. 23 stycznia 1872 w Paryżu, zm. 19 grudnia 1946 tamże) – francuski fizyk teoretyk, pedagog i działacz oświatowy, w latach 1944–1946 prezes Ligi Praw Człowieka (LDH). Profesor Collège de France, ESPCI i członek Francuskiej Akademii Nauk. Twórca teorii paramagnetyzmu i diamagnetyzmu, pierwszej wersji równania opisującego ruchy Browna (nazwanego równaniem Langevina) oraz techniki hydrolokacji ultradźwiękowej.
Za życia został wyróżniony szeregiem odznaczeń państwowych – francuskich i zagranicznych – oraz Medalem Copleya (1940). Po śmierci pochowano go w paryskim Panteonie.

## Życiorys

### Praca naukowa

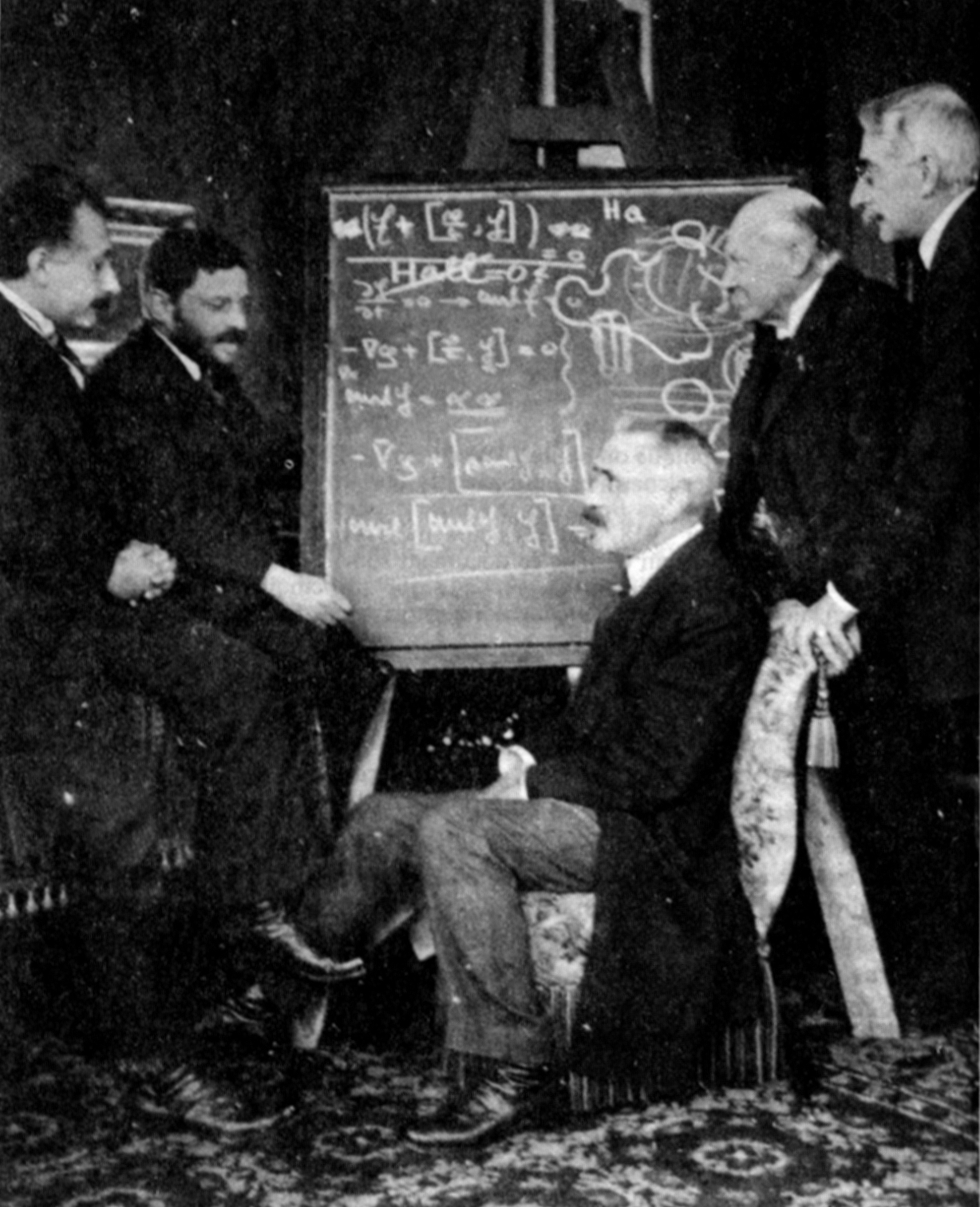
Od lewej: Albert Einstein, Paul Ehrenfest, Paul Langevin (siedzi), Heike Kamerlingh Onnes i Pierre Weiss

Paul Langevin, Robert Boyle
i przekrój przetwornika kwarcowego Boyle’a ; zob. sonar – pierwsze próby

Studiował w paryskiej École de physique et chimie oraz École normale supérieure. Następnie kontynuował naukę na Uniwersytecie Cambridge (pod kierunkiem J. J. Thomsona), by wrócić na Sorbonę, gdzie obronił swą rozprawę doktorską u Pierre’a Curie w 1902. W roku 1904 objął posadę profesorską w dziedzinie fizyki na Collège de France. W roku 1926 został dyrektorem École de Physique et Chimie, gdzie wcześniej studiował. W roku 1934 został wybrany do Académie des sciences.
Zajmował się głównie magnetyzmem, ultradźwiękami oraz efektami relatywistycznymi. W roku 1913 zasugerował, że różnice między masami jąder atomowych są wynikiem różnych energii wewnętrznych tych jąder. Jego prace nad spowalnianiem szybkich neutronów poprzez zderzenia z atomami okazały się nieocenione dla budowy pierwszych reaktorów badawczych.
W czasie I wojny światowej w 1918 zbudował, opierając się na teorii piezoelektrycznej Pierre'a Curie, piezoelektryczny generator ultradźwiękowy (hydrolokator aktywny) do namierzania łodzi podwodnych. Hydrolokator aktywny, urządzenie podobne do echosondy, wysyła specjalną wiązkę ultradźwięków, która następnie odbita od przeszkody wraca do urządzenia. Na podstawie jej charakterystyki (szybkość poruszania się w wodzie) można z dużą dozą dokładności określić napotkany przez nią obiekt.

### Działalność społeczna
Langevin angażował się w działalność antynazistowską, rozwijał też ruch racjonalistyczny we Francji. W 1930 był inicjatorem Unii Racjonalistycznej (obecnie na jej czele stoi wnuczka Marii Skłodowskiej-Curie). Albert Einstein mówił o nim: „Jego religią jest rozum, który ma zapewnić nie tylko oświecenie, ale i odkupienie”.

### Życie rodzinne i „afera Langevina”
Langevin był żonaty z Jeanne Langevin; miał z nią czworo dzieci.
Po tragicznej śmierci Pierre'a Curie (1906), swojego mentora i wieloletniego współpracownika, związał się uczuciowo z Marią Skłodowską-Curie. Korespondencję Marii Curie z P. Langevinem jego żona ujawniła redakcji tygodnika „L’Oeuvre”. Było to początkiem nagonki we francuskiej prasie, głównie brukowej (tzw. „afera Langevina”).
Wiele lat później wnuczka Marii, Hélène Joliot, i wnuk Paula, Michel Langevin, zawarli związek małżeński. Oboje zostali fizykami jądrowymi.

## Publikacje (wybór)
Do najbardziej godnych uwagi zaliczane są prace:

- Recherches sur les gaz ionisés, thèse de doctorat, Paris, 1902
- L'Esprit de l'enseignement scientifique, Paris, 1904
- Notice sur les travaux de Pierre Curie, Paris, 1904
- Sur l'impossibilité physique de mettre en évidence le mouvement de translation de la Terre, 1905.
- Pierre Curie, 1906
- Sur la théorie du mouvement brownien, 1908
- L'Œuvre d'Éleuthère Mascart, La Revue du Mois, 1909
- L'Évolution de l'espace et du temps, Scientia, 1911
- Le Temps, l'espace et la causalité dans la physique contemporaine, Paris, 1911
- Henri Poincaré, le physicien, Alcan, Nouvelle collection scientifique, 1914
- Le Principe de relativité, 1922
- L'Aspect général de la théorie de la relativité, 1922
- La Physique depuis vingt ans, recueil de textes scientifiques, 1923
- La Valeur éducative de l'histoire des sciences, 1926
- Fascisme et Démocratie, Frankfurter Zeitung, 1926
- Les Étapes de la pensée scientifique, Paris, 1927
- Les Nouvelles Mécaniques et la chimie, 1928
- Les Fonctions sociales de l'investigation scientifique, Buenos Aires, 1928
- Paul Schützenberger, Fondation Schützenberger, Paris, 1929
- L'Orientation actuelle de la physique, Paris, Alcan, 1930
- L'Œuvre d'Einstein et l'astronomie, 1931
- La Contribution des sciences physiques à la culture générale, 1931
- Y a-t-il une crise du déterminisme?, Paris, 1931
- Science et Laïcité, 1931
- Le Problème de la culture générale, 1932
- Paul Painlevé, le savant, 1933
- L'Enseignement en Chine, 1933
- La Notion de corpuscule et d'atome, 1933
- La Valeur humaine de la science, 1934
- Notice sur les travaux scientifiques de Paul Langevin], Paris, 1934
- Statistique et Déterminisme, Paris, PUF, 1935
- Espace et temps dans un univers euclidien, 1935
- La Science pure et la Technique, Paris, 1936
- La Science et la Vie, Paix et liberté, 1937
- Les Courants positiviste et réaliste dans la philosophie de la physique, Paris, 1939
- La Physique moderne et le déterminisme, La Pensée, 1939
- La Science comme facteur d'évolution morale et sociale, Les Cahiers Rationalistes, 1939
- Science et Liberté, 1939
- Culture et Humanités, La Pensée, 1944
- Victor Basch (1863-1944), Paris, 1945
- Pasteur, le savant et l'homme, la Pensée, Paris, 1945
- L'Ère des transmutations, la Pensée, 1945
- Matérialisme mécaniste et matérialisme dialectique, La Pensée, 1945
- Hommage à Jacques Solomon, Union française universitaire, Paris, 1946
- La Science et la Paix, Quadrige, 1946
- La Pensée et l'Action, Paris, Les Éditeurs Français Réunis, 1950
- Œuvres scientifiques de Paul Langevin, Éditions du CNRS, 1950

## Odznaczenia i wyróżnienia

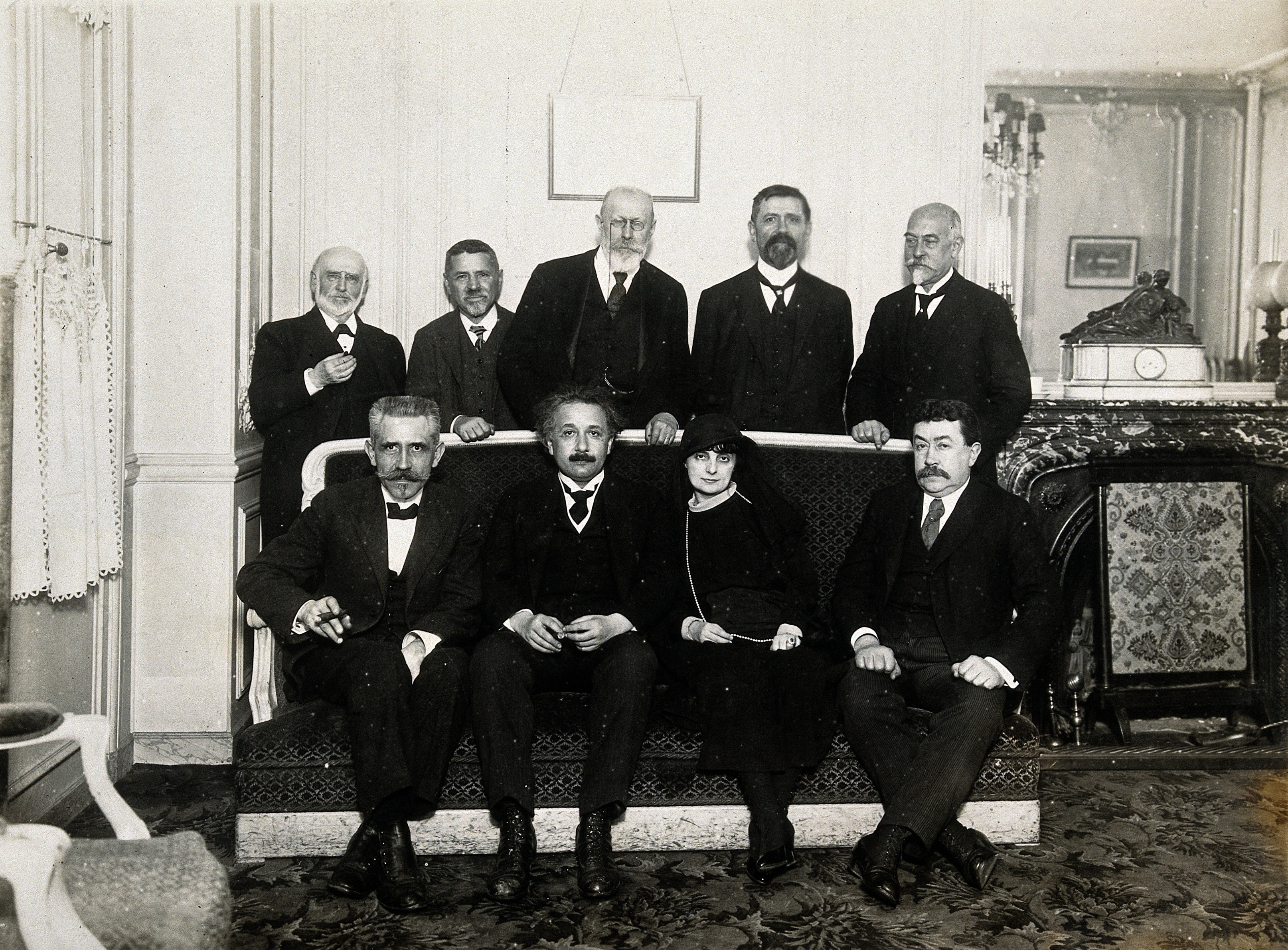
Uroczystość na cześć Alberta Einsteina (ok. 1923)
Siedzą od lewej:Paul Langevin, Albert Einstein, Anna de Noailles i Paul Painlevé

Otrzymał m.in. odznaczenia i medale:
- 1915: Hughes Medal
- 1916: Komandor Orderu Imperium Brytyjskiego[4]
- 1919: Kawaler Orderu Narodowego Legii Honorowej
- 1923: Oficer Orderu Narodowego Legii Honorowej
- 1932: Komandor Orderu Narodowego Legii Honorowej
- 1938: Wielki Oficer Orderu Narodowego Legii Honorowej
- 1940: Copley Medal
- 1946: Krzyż Wielki Orderu Narodowego Legii Honorowej

W 1946 został odznaczony Krzyżem Komandorskim z Gwiazdą Orderu Odrodzenia Polski za pracę nad utrwaleniem przyjaznych stosunków polsko-francuskich.